# Walter White (postać fikcyjna)
Walter Hartwell White Sr., Walt White, pseud. Heisenberg – postać fikcyjna, główny bohater amerykańskiego serialu Breaking Bad. Pojawił się również w formie retrospekcji w Zadzwoń do Saula. Postać została stworzona przez Vince’a Gilligana i grana była przez Bryana Cranstona.
Walter White jest nauczycielem chemii, który po tym, jak dowiaduje się, że ma raka, postanawia produkować metamfetaminę, by zostawić pieniądze rodzinie po swojej śmierci. Przewodnim tematem serialu była przemiana głównego bohatera ze zwykłej osoby w niebezpiecznego złoczyńcę. Postać ta jest uważana za jedną z najlepszych w historii telewizji.

## Życiorys
Walter studiował chemię na California Institute of Technology. Po studiach razem ze swoim przyjacielem, Elliotem Schwartzem założyli firmę Gray Matter Technologies. W tym czasie Walter był w związku z Gretchen. Jednak wkrótce opuścił firmę sprzedając swoje udziały za 5 000$. Gdy później Elliot i Gretchen wzięli ślub i dorobili się majątku, Walt nie mógł im wybaczyć, że pomijają jego wkład w rozwój firmy.
Walter White poznał swoją przyszłą żonę, Skyler w restauracji w laboratorium chemicznym. Następnie przenieśli się do Albuquerque w stanie Nowy Meksyk, gdzie rozpoczął pracę jako nauczyciel chemii w liceum i dorabiał w myjni samochodowej. Walterowi i Skyler urodził się syn chory na mózgowe porażenie dziecięce, któremu nadali imię Walter Junior.
Akcja serialu rozpoczyna się, gdy Walter kończy 50 lat. Jego żona jest w ciąży z drugim dzieckiem. Pewnego dnia Walter traci przytomność podczas pracy. W szpitalu dowiaduje się, że ma nieuleczalnego raka płuc i zostały mu maksymalnie dwa lata życia. Wtedy postanawia, że zacznie produkować i sprzedawać metamfetaminę żeby zapewnić byt swojej rodzinie po jego śmierci. Współpracuje ze swoim byłym uczniem, Jessem Pinkmanem. Walt rozwija się jako kryminalista i sprawia mu to przyjemność. Przez całą akcję serialu bohater zmienił się ze zwykłego nauczyciela chemii i ojca, bez większych sukcesów w bezwzględnego bossa imperium narkotykowego.

## Geneza
Vince Gilligan wybrał do tej roli Bryana Cranstona, ponieważ pracowali razem podczas tworzenia jednego z odcinków serialu Z Archiwum X, gdzie Cranston grał podobną postać. Wcześniej pod uwagę brani byli też John Cusack i Matthew Broderick.
Nazwisko White, podobnie jak nazwisko Pinkman pochodzi od nazwy koloru. Uważa się, że jest to nawiązanie do filmu Wściekłe psy Quentina Tarantino, gdzie bohaterowie mieli pseudonimy takie jak Mr. White czy Mr. Pink. Natomiast pseudonim Heisenberg pochodzi od niemieckiego fizyka Wernera Heisenberga i nawiązuje do zasady nieoznaczoności.

## Odbiór

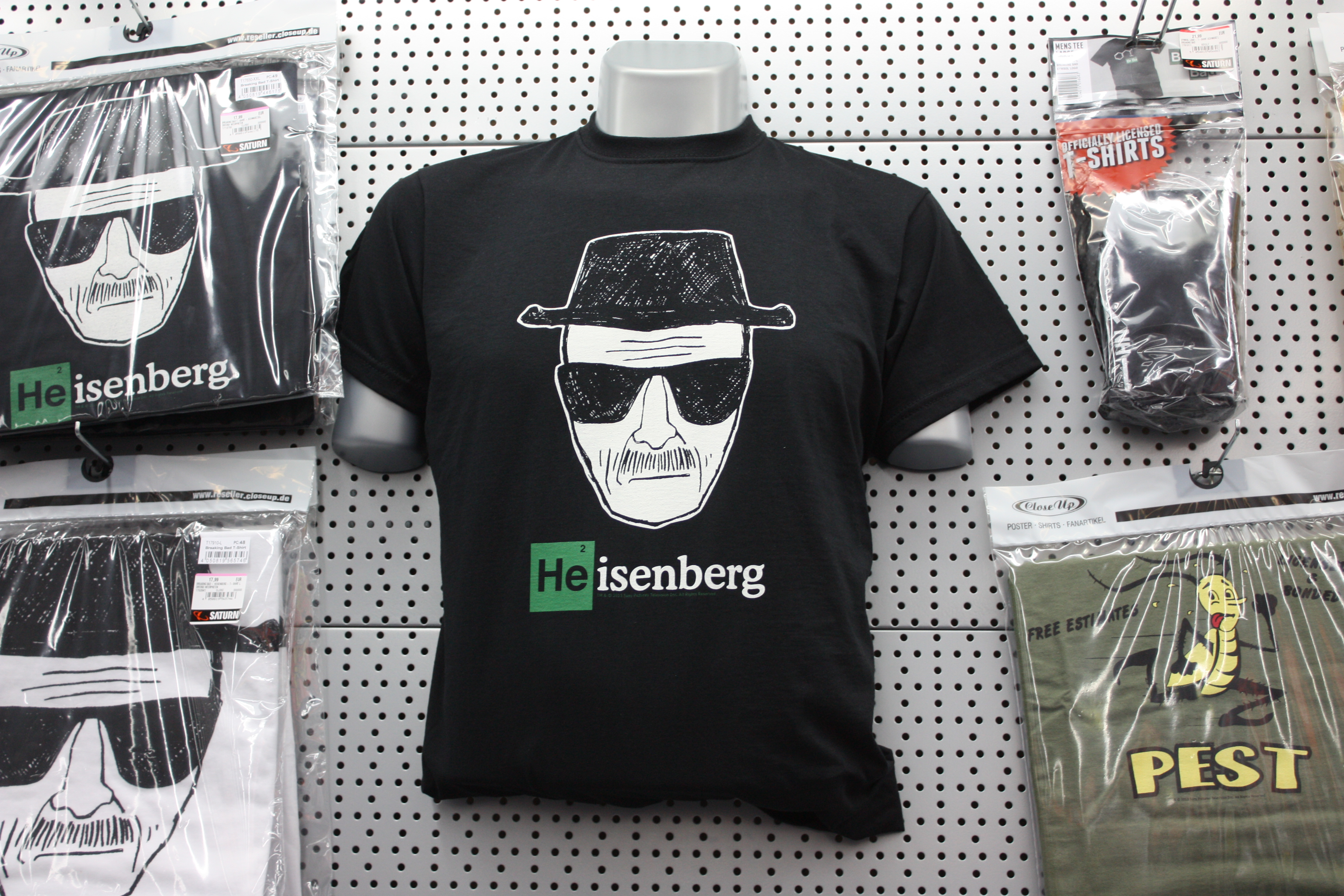
Gadżety z wizerunkiem Waltera White’a

Postać Waltera White’a spotkała się z bardzo dobrym przyjęciem ze strony krytyków i widzów. Gazeta USA Today nazwała ją jedną z najlepszych postaci dramatycznych, która kiedykolwiek pojawiła się w telewizji. Bryan Cranston pojawił się na liście 8 aktorów, którzy zmienili telewizję w sztukę według The New York Times. Twórca „Gry o Tron”, George R.R. Martin stwierdził, że Walter White jest większym potworem niż którakolwiek postać z jego książek. Natomiast aktor Anthony Hopkins powiedział, że rola Bryana Cranstona to najlepsza rola jaką widział w całym swoim życiu.
Bryan Cranston za swoją rolę zdobył między innymi cztery nagrody Emmy, cztery Satelity, dwa Saturny i Złoty Glob.

### Wpływ
W wielu środowiskach Walter White stał się postacią kultową. Serialowy dom, w którym mieszkał jest popularną atrakcją turystyczną i był odwiedzany przez nawet ponad tysiąc osób miesięcznie. Po zakończeniu serialu Breaking Bad w mieście Albuquerque umieszczono symboliczny nagrobek White’a. Pojawiło się kilka osób, które media nazwały prawdziwym Walterem White’em. Jednym z nich był człowiek o takim samym nazwisku ze stanu Oklahoma, gdzie stał się jednym z największych dilerów metamfetaminy i przez lata policji nie udawało się go złapać. Inny to mieszkający w Anglii Polak, Ryszard Jakubczyk, również były nauczyciel chemii, który produkował jedną z najczystszych postaci amfetaminy w Wielkiej Brytanii.